# КАМАЗ 53205
КАМАЗ 53205 — вантажівка Камського автомобільного заводу, що у 2000 році замінила модель 5320. 53205 оснащується короткою 3-місною кабіною, з дахом збільшеної висоти, V-подібним 8-циліндровим дизелем КамАЗ-740.11-240 потужністю 240 к.с., що відповідає нормам Євро-1, механічною десятиступеневою КПП. Вантажопідйомність нової моделі 8,9 тонн.